# Franske film fra 2000
Franske film fra 2000
Filmåret 2000 i Frankrig bød på 1.546 film.

## De mest sete i Frankrig
Af dem var de 20 mest sete disse:
| Film                                | Instruktør        | Antal solgte billetter |
| ----------------------------------- | ----------------- | ---------------------- |
| Taxi 2                              | Gérard Krawczyk   | 12.210.993             |
| Le placard                          | Francis Veber     | 6.873.629              |
| Les rivières pourpres               | Mathieu Kassovitz | 6.251 648              |
| Le goût des autres                  | Agnès Jaoui       | 5.149.853              |
| Belphégor - Le fantôme du Louvre    | Jean-Paul Salomé  | 3.039.346              |
| Une hirondelle a fait le printemps  | Christian Carion  | 2.755.737              |
| Harry, un ami qui vous veut du bien | Dominik Moll      | 2.486.242              |
| Un crime au paradis                 | Jean Becker       | 2.296.624              |
| Jet Set                             | Fabien Onteniente | 1.948.540              |
| Intimité                            | Patrice Chéreau   | 1.420.080              |
| Merci pour le chocolat              | Claude Chabrol    | 1.347.225              |
| La veuve de Saint-Pierre            | Patrice Leconte   | 1.257.778              |
| Meilleur espoir féminin             | Gérard Jugnot     | 1.178.850              |
| Le prince du Pacifique              | Alain Corneau     | 1.109.506              |
| Sous le sable                       | François Ozon     | 1.042.772              |
| Vatel                               | Roland Joffé      | 1.026.755              |
| Promenons-nous dans les bois        | Lionel Delplanque | 994.956                |
| Ça ira mieux demain                 | Jeanne Labrune    | 904.769                |
| Le vélo de Ghislain Lambert         | Philippe Harel    | 704.802                |
| Le libertin                         | Gabriel Aghion    | 695.657                |

## Franske film i Danmark
I Danmark kunne vi i 2000 glæde os over følgende franske film:
- Billy Elliot
- Blodsøstre
- Brother
- Byen er stille
- Dancer in the Dark
- De berusede hestes tid
- De blodrøde floder
- Den gyldne skål
- Enken fra Saint-Pierre
- Fast Food Fast Women
- Græd ikke Germaine
- Harry - En ven i nøden
- Hemmeligheden
- I kongens magt
- In the Mood for Love
- Intimacy
- Kode ukendt
- Le Roi danse
- Love's Labour's Lost
- Man Who Cried
- Marie-Line
- Midt om sommeren
- Munterhedens hus
- Når mændene kommer hjem på ferie
- O Brother, Where Art Thou?
- Taboo
- Taxi 2
- The Claim
- The Weight of Water
- Under Sandet
- Under Suspicion
- Utroskab